# Торпедо (спортивне товариство)
Торпедо — добровільне спортивне товариство профспілок в СРСР. Об'єднувало працівників автомобільної, тракторної та авіаційної промисловості. На базі товариства створювались однойменні спортивні клуби з різних видів спорту.

## Історія
Спортивне товариство «Торпедо» було засновано в 1936 році на основі спортивних гуртків заводу «ЗІС» (Завод імені Сталіна), з ініціативи одного з організаторів радянської автомобільної промисловості Івана Лихачова.
Центральна рада товариства розташовувалася в Москві. У 1957 році товариство стало частиною ДСТ «Труд».

## Назва
Назву «Торпедо», тип автомобільного кузова, була запропонована радянським ковзанярем Яковом Мельниковим. 
Клуби
Цю назву зберегло багато клубів на теренах колишнього СРСР:
- ФК «Торпедо» (Мінськ)
- ФК «Торпедо» (Могильов)
- ФК «Торпедо» (Бердянськ)
- ФК «Торпедо» (Москва)
- ФК «Торпедо» (Кутаїсі)
- ФК «Торпедо» (Миколаїв)
- ФК «Торпедо-БелАЗ» (Жодіно)
- ФК «Торпедо-Вікторія» (Нижній Новгород)
- ХК «Торпедо» (Нижній Новгород)
- ХК «Торпедо» (Усть-Каменогорськ)

Колишні клуби
- ФК «Торпедо» (Дрогобич)
- ФК «Торпедо» (Запоріжжя)
- ФК «Торпедо» (Харків)

Мали назву «Торпедо» у різний час такі клуби:
- ФК «Зірка» (Кропивницький) (1953—1957)
- ФК «Волинь» (Луцьк) (1968—1988)
- ФК «Олком» (Мелітополь) (1991—1999)
- ХК (Лада) (Тольятті) (1976–1988)

Стадіони
- «Торпедо» (Львів)
- «Торпедо» (Жодіно)
- «Торпедо» (Мінськ)